# Corynosoma peposacae
Corynosoma peposacae är en hakmaskart som först beskrevs av Pietro Porta 1914.  Corynosoma peposacae ingår i släktet Corynosoma och familjen Polymorphidae. Inga underarter finns listade i Catalogue of Life.